# Huichon
Hŭich'ŏn là một thành phố ở phía nam tỉnh Chagang, Cộng hòa Dân chủ Nhân dân Triều Tiên. Dân số năm 1987 là 163.000 người.
Thành phố được kết nối bằng tuyến đường cao tốc và tuyến đường sắt Manpo với Bình Nhưỡng. Kinh tế chủ yếu là ngành ô tô và chế tạo máy.
Huichon có Đại học Viễn thông Huichon Cộng hòa Dân chủ Nhân dân Triều Tiên.